# Хлопці Бентлі

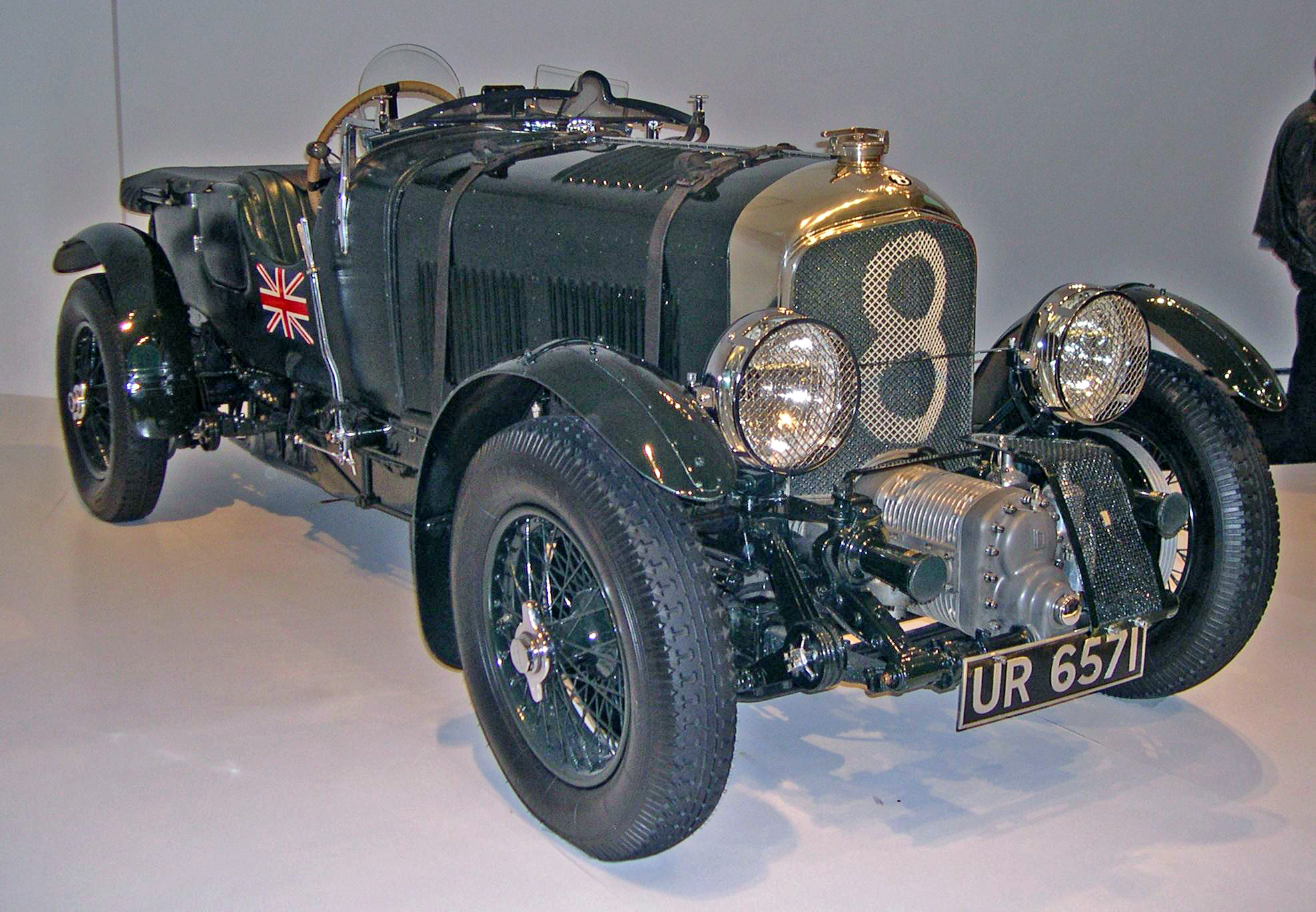
Bentley Blower переможець 24 години Ле-Мана 1929 (з колекції Ральфа Лорена)

Хло́пці Бе́нтлі (англ. Bentley Boys) — група британських автомобілістів, які здобували перемоги на спортивних автомобілях від компанії Bentley Motors Limited у 1920-х роках та підтримували репутацію марки завдяки високій результативності. Це були водії-аматори, переважно заможні авантюристи, які брали участь у перегонах не заради зарплати, а заради любові до спорту та потреби незаперечного доказу своєї мужності. У 1925 році, коли марка зазнавала невдач, головний «хлопець Бентлі» Вулф Барнато придбав компанію, що банкрутувала і це призвело до створення знаменитого автомобіля Bentley Blower з наддувом.
До товариства «Хлопців Бентлі» належали:
- Вулф Барнато[en], спадкоємець алмазного магната з Кімберлі (Південна Африка) Барні Барнато[en]
- Дадлі Бенджафілд[en]
- Тім Біркін[en]
- Dale Bourne
- Френк Клемент[en]
- Саммі Девіс[en], автожурналіст, спортивний редактор журналу  Autocar[en]
- Джон Дафф[en]
- Джордж Даллер[en], стипльчезер
- Клайв Данфі[en]
- Джек Данфі[en]
- Дадлі Фрой (англ. Dudley Froy)
- Андре д'Ерланже[fr], плейбой[en]
- Клайв Галлоп[en], інженер
- Глен Кідстон[en], авіатор
- Берті Кенсінгтон-Мойр[de]
- Бернард Рубін[en], магнат перлового промислу
- Жан Шассань[en], французький автогонщик

Завдяки відданості цієї групи ентузіастів серйозним гонкам, компанія Bentley, що розташована в Кріклвуді, на півночі Лондона, була відома своїми чотирма перемогами поспіль у перегонах 24 години Ле-Мана з 1927 по 1930 рік. Їхнім найбільшим конкурентом на той час була команда Bugatti, чиї легкі, елегантні, але крихкі творіння контрастували з міцною, надійною та довговічною технікою Bentley, яка отримала від Етторе Бугатті назву «найшвидших вантажівок у світі».
Значна частина статків Вулфа Барнато пішла на те, щоб утримати компанію Bentley на плаву після того, як він став головою правління в 1925 році; але Велика депресія знизила попит на дорогу продукцію компанії, і та була остаточно продана компанії Rolls-Royce Limited у 1931 році.